# Liste der Monuments historiques in Bengy-sur-Craon
Die Liste der Monuments historiques in Bengy-sur-Craon führt die Monuments historiques in der französischen Gemeinde Bengy-sur-Craon auf.

## Liste der Bauwerke
| Bezeichnung      | Beschreibung              | Standort                 | Kennzeichnung | Schutzstatus | Datum | Bild           |
| ---------------- | ------------------------- | ------------------------ | ------------- | ------------ | ----- | -------------- |
| Kirche St-Pierre | Erbaut im 12. Jahrhundert | (Lage)                   | PA00096648    | Classé       | 1913  | weitere Bilder |
| Scheune          | Erbaut 1731               | 6 route de Nevers (Lage) | PA00096937    | Inscrit      | 1989  |                |

## Liste der Objekte
- Monuments historiques (Objekte) in Bengy-sur-Craon in der Base Palissy des französischen Kultusministeriums